# Guillem de Rocafull
Guillem de Rocafull est un noble seigneur du XVIe siècle, membre de la famille de Roquefeuil-Anduze.
Il fut vice-roi de Majorque, chevalier de l'ordre de Calatrava, commandeur de l'Alcolea ainsi que gouverneur de l'Orihuela et de Minorque.

## Famille
Guillem avait deux frères :
- Nofre qui prit part à la guerre d'Allemagne où il fut tué en 1547,
- Jean, chevalier de l'ordre de Montesa[1].

Guillem donna naissance à :
- François, chanoine et capiscol de l'église de Valence. Homme de lettres, il meurt en 1606[1].

## Biographie

### Début de carrière
Dès 1544, il est connu comme étant gouverneur d'Alicante.
Entre 1548 et 1553, il assume les fonctions de gouverneur général de l'Orihuela au nom du Roi Charles Quint qu'il sert avec beaucoup de distinction.
Il est ensuite nommé gouverneur de Minorque, rôle qu'il assume de 1553 à 1558. Il s'y illustre notamment grâce à ses connaissances en défenses militaires et a sa capacité à mener à bien des chantiers de fortifications. C'est durant cette période qu'il s'investit dans les travaux du château de Saint Philippe alors situé à l'embouchure du port de Mahón.

### Vice-Roi de Majorque

#### Début et premiers chantiers
De tempérament fort et dominant, il est nommé le 26 juillet 1557 Vice-Roi de Majorque par le Roi Philippe II,,. Durant cette période, il cherche à réprimer des aristocrates locaux cherchant à imposer leur autorité sur l'ile.
Dom Guillem de Rocafull prend ses fonctions dans un contexte de guerre avec les Ottomans.

#### Premieres incursions d'Alcúdia et de Ciutadella
Le 18 mai 1558, Guillem de Rocafull, alors qualifié de genthillome, très brave et très qualifié dans l'art militaire, est averti de l'arrivée de six bâtiments corsaires près du lieu dit Pinar Major.
En réaction, il ordonne aux commandants de Selva, d'Inca et d'Alcudie de se préparer à la bataille avec cent hommes pour le premier et 200 pour les deux autres. Le détachement se rendit dès le lendemain dans la zone indiquée pour se positionner en embuscade mais quelques éclaireurs descendus de leurs batteaux les repèrent. 700 barbares débarquent donc pour découvrir les soldats chrétiens et les attirer sur les plages, à portée de leurs canons. Malgré les craintes de certains soldats, Guillem suit les conseils de Philippe Phuster, commandant de la ville d'Inca, et se lance à la poursuite des Maures les faisant reculer. Exposés à l'artillerie ennemie des corsaires, l'armee majorquine perd 70 hommes dont Hugues de Pachs, commandant d'Alcudie mais réussit à capturer 150 maures obligeant les autres a prendre la fuite. Dans la bataille, Phuster reçoit plus de 11 blessures.

#### Bataille de Sóller
Deux ans après les premières excursions, des captifs s’étant enfuis d’Alger rapportent qu’une flotte se dirige vers la ville de Sóller. Dom Guillem fait doubler les gardes de la ville et se prépare à un nouvel affrontement,.
Partie d’Afrique du Nord et dirigée par le renégat et corsaire Ochalic, la flotte de 22 bâtiments est aperçue une première fois le 10 mai 1561.
Ordre fut donné de renforcer les défenses de la ville de Sóller et aux commandants des places maritimes de se préparer aux combats. Ceux d’Alaro, de Bunnola et de Sainte-Marie furent chargés de lever une armée pour soutenir Sóller. Les renforts attendus ne furent pas à la hauteur des attentes car le temps pressant, les officiers réquisitionnés ne purent trouver suffisamment d’hommes: ces derniers étaient dispersés dans les champs durant le printemps.
Michel Angelats, alors commandant militaire de Sóller, était secondé par Bayle Pierre Canals. Ses premières décisions furent d’envoyer quelques troupes en renfort à Sainte-Catherine du Port et de rassembler le reste des forces dans la ville.
Le soir du 10 mai, les troupes quittent la ville et se postent au niveau du port en attendant le débarquement.
Le dimanche 11 mai vers 4 heures du matin, la flotte turque fut aperçue mais prit la direction de Deya pour éviter la forteresse et les soldats postés.
Dans la nuit, la flotte se rapprocha du col de l’Isle sans être repérée. Ce n’est que grâce à Bartholomé Valls, chrétien natif de l’ile et esclave des Turcs, que l’alerte fut donnée. Ce dernier se mit à crier en direction de sentinelles dont il connaissait la présence. Les soldats alertèrent la ville en déchargeant leurs arquebuses mais ne purent empêcher les 1700 Maures de débarquer.
Les Turcs formèrent alors deux corps. Le premier, de mille hommes, fut commandé par Isus Arraez et prit la direction de la ville. Il fut rapidement arrêté par les soldats chrétiens d'Angelats amassés dans le port. Le second corps réussit, lui, à pénétrer dans la ville et à la mettre à sac malgré une vive résistance des habitants. Deux prêtres Gaspard Miro et Guillaume Rotger tentèrent en vain de sauver l’église: ils ne purent que protéger le saint Sacrement.
Le combat entre les troupes d’Angelats et celles d’Isus ne peut être évité sur la plaine d’Occa malgré quelques défections chrétiennes qui s’enfuirent protéger leurs familles des Maures entrés dans la ville. Lors d’une charge désespérée, les chrétiens enfoncèrent les lignes barbares mettant les Turcs en désordre. Dans leur débâcle, plus de 500 corsaires périrent contre deux chrétiens. Le chef turc, Isis, fut également tué d’un coup de lance.

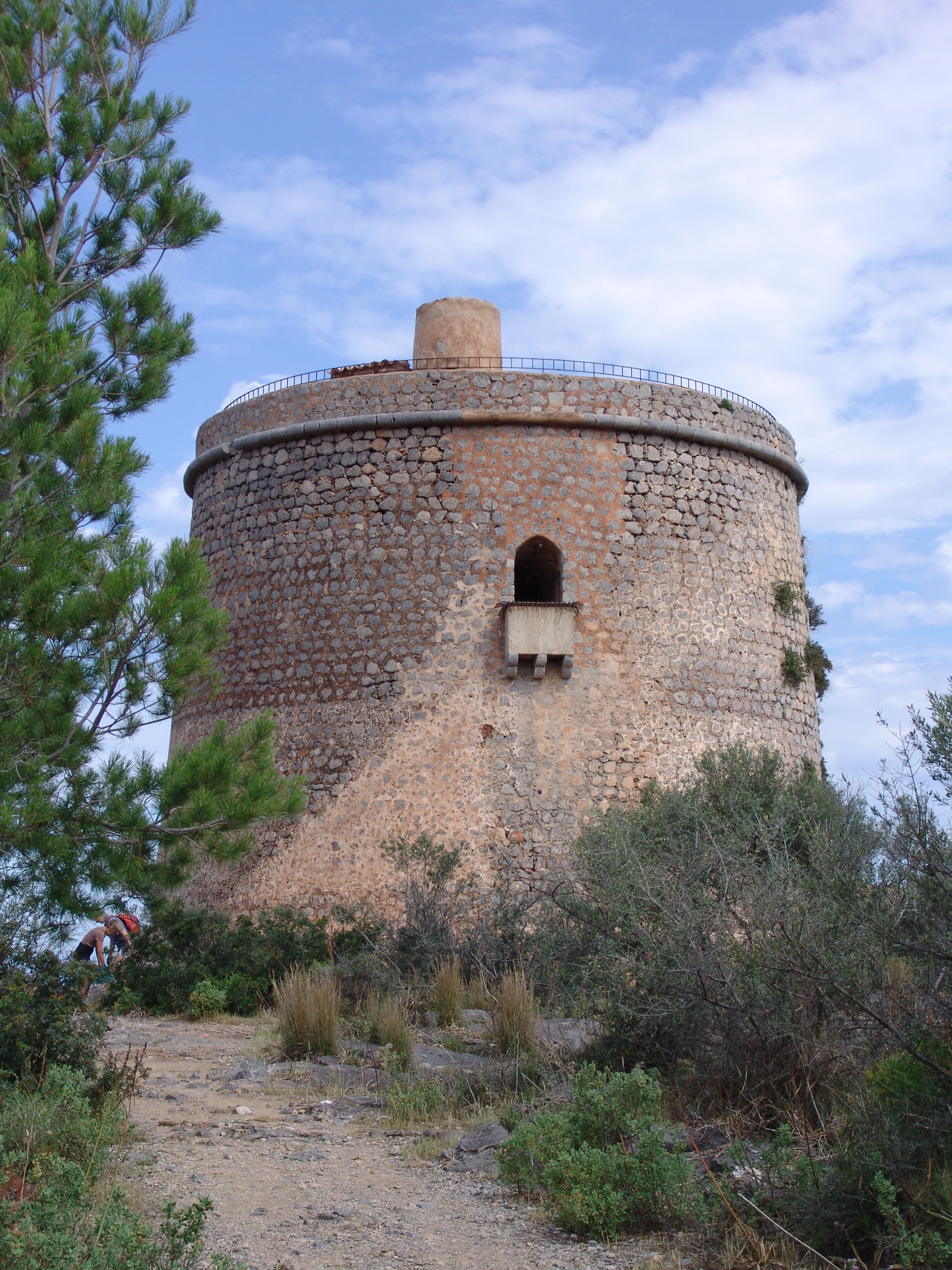
Torre Picada

La troupe victorieuse marchait vers la ville pour porter secours à leurs parents. Les pillards, chargés de richesses et de prisonniers sortirent de la ville pour rejoindre leurs bâtiments croisant l'armée chrétienne. Un combat acharné s'engagea blessant 400 Maures. Le reste des forces Turques fut mis en déroute. Le butin et les captifs furent abandonnés sur le champ de bataille.
De retour dans la ville, les vainqueurs rencontrèrent le vice-roi Guillem de Rocafull qui arrivait en hâte avec son armée. Ce dernier applaudi par les villageois ordonna qu’une tour soit construite à l’endroit même où les Maures débarquèrent. L’église Notre-Dame de la Victoire fut construite en souvenir.

#### Fortifications de l'île
En 1560, Dom Guillem de Rocafull charge l'ingénieur italien Giovanni Battista Calvi de fortifier la ville de Majorque. Il ordonne également l'amélioration des défenses de Sóller, Pollença, Andratx, Calvià, Puigpunyent, Valldemossa, Llucmajor, Campos, Santanyí et d'Alcúdia.
La même année, le Roi Philippe II le charge de sauver l'évêque élu de Majorque Diego de Arnedo, qui avait été fait prisonnier des musulmans lors de la bataille de Djerba.
En remerciement de ses services, le monarque lui accorde un habit de l'ordre de Calatrava et plus tard le titre commendeur de l'Alcolea. Il est remplacé par Juan de Urries en 1564.

### Rôle en Afrique du Nord
En 1564, il est l'un des chevaliers qui participent à la prise du Peñón de Vélez. Sous les ordres de García Álvarez de Tolède, il rejoint la flotte de 93 galères et 60 navires pour défaire les pirates turcs.
Il termine sa carrière en 1571 comme général à La Goulette alors possession espagnole.

## Prospérité
En commémoration des combats contre les Maures, chaque année, les habitants de Soller célèbrent Es Firo. Il s'agit là de l'une des fêtes les plus populaires de la commune de Majorque qui s'organise les deuxièmes semaines de mai. L'univers historique des différentes batailles est recréé pendant une journée par les habitants de la ville.